# Les Spécialistes : Rome
 (avril 2017).
Si vous disposez d'ouvrages ou d'articles de référence ou si vous connaissez des sites web de qualité traitant du thème abordé ici, merci de compléter l'article en donnant les références utiles à sa vérifiabilité et en les liant à la section « Notes et références ».
Les Spécialistes : Rome (RIS Roma: Delitti imperfetti) est une série télévisée policière italienne créée par Pietro Valsecchi et produite par Taodue Film pour la Mediaset, diffusé depuis le 18 mars 2010 sur Canale 5.
En France, la série est diffusée depuis le 8 octobre 2010 en multidiffusion sur 13e rue et rediffusée sur NRJ 12, TV Breizh. En outre, la série est diffusée sur TF1 après minuit parmi les programmes indéfinis de la nuit. La série dérivée est diffusée en France comme sixième, septième et huitième saison de la série-mère.

## Origines
En Italie, le RIS (Reparto investigazioni scientifiche), est la section scientifique des carabinieri, la gendarmerie italienne. L'adaptation française de TF1 garde la même dénomination, RIS, mais cela ne correspond à aucun corps existant de la police française. La série originale italienne est quant à elle renommée Les Spécialistes pour éviter la confusion avec celle de TF1.

## Synopsis
Saison 1
Ghirelli et Eroldi ont été mutés à Rome. Ils sont confrontés à un ange de la mort, qui tue des patients en fin de vie, mais qui s'en prend brusquement à d'autres personnes.
Saison 2
L'équipe du RIS est confrontée à un gang qui commet des cambriolages très violents et porte des masques d'animaux.
Saison 3
Le gang du loup est de retour.

## Distribution
- Euridice Axen (it) (VF : Laurence Bréheret) : Lucia Brancato
- Fabio Troiano (it) (VF : Stéphane Ronchewski) : Daniele Ghirelli
- Jun Ichikawa (it) (VF : Marie Millet-Giraudon) : Flavia Ayroldi
- Maria Palma Petruolo (VF : Jessica Monceau) : Costanza Moro
- Primo Reggiani (it) (VF : Antoine Schoumsky) : Emiliano Cecchi
- Marco Rossetti (it) (VF : Philippe Bozo) : Bartolomeo Dossena
- Simone Gandolfo (it) (VF : Patrice Baudrier) : Orlando Serra
- Lucia Rossi (VF : Barbara Beretta) : Bianca Proietti

- Version française
  - Studio de doublage : VF Productions[1]
  - Direction artistique : Antoine Nouel

## Épisodes

### Saison 1 (2010)
| N° | Titre                       |
| -- | --------------------------- |
| 1  | S.P.Q.R.                    |
| 2  | L'Ange de la mort           |
| 3  | Lettre d'adieu              |
| 4  | Le Mystère de la tombe d'or |
| 5  | L'œil ne voit pas           |
| 6  | Fin de la course            |
| 7  | La Vengeance                |
| 8  | Qui a tué le Père Noël ?    |
| 9  | Le Premier et le Dernier    |
| 10 | Crime de femme voilée       |
| 11 | Premier Sang                |
| 12 | Une famille réunie          |
| 13 | Effet Lucifer               |
| 14 | Les Résultats passés        |
| 15 | Homme à part                |
| 16 | Feu du ciel                 |
| 17 | Le Jour du procès           |
| 18 | Les Pirates et Craquelins   |
| 19 | Miracles                    |
| 20 | Fin de partie               |

### Saison 2 (2011)
| Nº | Titre                         |
| -- | ----------------------------- |
| 1  | Dans le calme de votre maison |
| 2  | La Meute de loups             |
| 3  | Sayonara                      |
| 4  | Via le masque                 |
| 5  | Tomber en disgrâce            |
| 6  | 2012                          |
| 7  | Le Jour du lapin              |
| 8  | La Voix du loup               |
| 9  | Le Sixième homme              |
| 10 | Pour une poignée de pièces    |
| 11 | Sur les traces de Stinco      |
| 12 | Le Mystère de la poupée       |
| 13 | Os                            |
| 14 | Le Spectacle de la cruauté    |
| 15 | Ma sœur bien-aimée            |
| 16 | Vampires à Rome               |
| 17 | Je t'aime tellement           |
| 18 | Les Cochons d'Inde            |
| 19 | Fin de jeux                   |
| 20 | La Dernière Chance            |

### Saison 3 (2012)
| N° | Titre                       |
| -- | --------------------------- |
| 1  | Le Retour du loup           |
| 2  | Plus impitoyable que jamais |
| 3  | La Mort de Ciak             |
| 4  | Clandestins à bord          |
| 5  | Le Cas Sasso                |
| 6  | Un poisson nommé Palla      |
| 7  | En l'absence d'un cadavre   |
| 8  | La Proclamation             |
| 9  | Les Couloirs du pouvoir     |
| 10 | Tatouage mortel             |
| 11 | Billet aller simple         |
| 12 | La Dernière Confession      |
| 13 | La Rançon du capitaine      |
| 14 | Sauvez Lara !               |
| 15 | Identité secrète            |
| 16 | Je l'ai écrit               |
| 17 | La Morsure du scorpion      |
| 18 | Souris de laboratoire       |
| 19 | L'Arme dans le viseur       |
| 20 | Jusqu'à la fin              |